# Finance de l'ombre
« Shadow banking » redirige ici. Pour l'expression paronyme, voir Shadow banning.
La finance de l'ombre (en anglais : shadow banking), ou encore système bancaire parallèle, désigne l'ensemble des activités et des acteurs contribuant au financement du système économique et ne sont pas des banques. L'expression de « finance de l'ombre » ne renvoie donc pas aux activités hors bilan des banques. Le shadow banking est défini comme « le système d’intermédiation du crédit impliquant des entités et des activités se trouvant potentiellement à l’extérieur du système bancaire » par le Conseil de stabilité financière.
L'expression est cependant hautement ambiguë. Ainsi Jean Tirole la définit comme étant « la migration des activités vers le secteur non régulé », qui peut s'opérer via des activités hors bilan. Son périmètre exact demeure imprécis, en raison notamment des différences nationales de définition du secteur bancaire (restreint aux établissements de crédit constitués sous forme de société commerciale aux États-Unis, entendu comme l’ensemble des établissements de crédit dans l’Union européenne, étendu aux établissements intervenant dans la gestion et la distribution des prêts en Allemagne et en France).

## Causes
Les causes du développement de la finance de l'ombre sont multiples. L'évolution de la réglementation bancaire, qui s'est intensifiée sous les effets des accords de Bâle successifs, a conduit le système bancaire à chercher refuge dans un secteur moins réglementé. 

## Fonctionnement
Alors que les activités fondamentales des banques d'investissement sont soumises au règlement et au suivi des banques centrales et d'autres institutions gouvernementales, il est devenu pratique courante d'effectuer des transactions de manière à ne pas figurer sur les bilans conventionnels et à ne pas être visible aux régulateurs. Par exemple, avant la crise financière de 2007, les banques d'investissement finançaient les emprunts de logement par moyen de titrisations hors bilan (off-balance sheet) et se protégeaient grâce aux couvertures de défaillance hors bilan.

## Acteurs
Ils impliquent les entreprises de capital-investissement, les banques d'affaires, les agences de notation, des spéculateurs sur les matières premières, les chambres de compensation et des sociétés hors bilan. Parfois le terme est appliqué aussi aux mécanismes tels que les fonds de couverture (hedge funds), les fonds du marché monétaire, et les placements structurés - le sens et l'envergure de la finance fantôme étant en discussion. 

## Étendue
La somme de transactions effectuées dans le système fantôme a connu une hausse remarquable depuis sa naissance dans les années 1980. La crise des subprimes de 2007 a momentanément enrayé sa progression (durant une courte période le secteur s'est rétréci aux États-Unis et dans le reste du monde ; en 2007, le Conseil de stabilité financière évaluait la finance fantôme américaine à $24 000 milliards en 2007, un montant qui serait toujours de $24 000 milliards en 2011. Une étude des onze plus grandes organisations mondiales de la finance fantôme estima leur valeur à $50 000 milliards en 2007, alors que tout le secteur fantôme avoisinait $60 000 milliards vers la fin de 2011. 
Plusieurs acteurs de l'ombre sont apparus au début des années 2000, avant 2008. La multiplication de ces acteurs depuis les années 2000 a été l'une des causes de la crise économique mondiale de 2008[source insuffisante]. Néanmoins on craint que la finance fantôme ne subisse pas sa propre crise.
En juin 2008, le Secrétaire au Trésor des États-Unis et président-directeur général de la Federal Reserve Bank of New York Timothy Geithner affirme que le poids financier de la finance de l'ombre dépasse celui de la finance « traditionnelle »,.
Fin 2014, le shadow banking pèserait 80 000 milliards de dollars, selon un rapport du Conseil de stabilité financière.
En 2015, il grimpe au moins à 92 000 milliards de dollars (chiffre sous-estimé car le Luxembourg, l'un des plus grands centres financiers au monde, n'a pas communiqué ses chiffres).
En 2021, les institutions financières non bancaires, avec 239 900 milliards de dollars, détiennent une part de 49,2 % du total des actifs financiers mondiaux, en croissance de 8,9 % sur la période de 12 mois après une augmentation annuelle moyenne de 6,6 % entre 2016 et 2020.

## Régulation
À la suite de la crise financière de 2008, des gouvernements nationaux ont cherché à mettre en place des mesures visant les transactions fantômes de crainte que les banques ne s'en servent pour éviter ou contourner les régulations imposées aux activités traditionnelles.